# Bilāspur (ort i Indien, Uttar Pradesh)
Bilāspur är en ort i Indien.   Den ligger i distriktet Rāmpur och delstaten Uttar Pradesh, i den norra delen av landet, 200 km öster om huvudstaden New Delhi. Bilāspur ligger 199 meter över havet och antalet invånare är 39 873.
Terrängen runt Bilāspur är mycket platt. Runt Bilāspur är det tätbefolkat, med 550 invånare per kvadratkilometer. Bilāspur är det största samhället i trakten. Trakten runt Bilāspur består till största delen av jordbruksmark.